# 西日本ジェイアールバス紀伊田辺営業所
西日本ジェイアールバス紀伊田辺営業所（にしにほんジェイアールバスきいたなべえいぎょうしょ）は、かつて和歌山県田辺市にあった日本国有鉄道自動車局（国鉄バス）・西日本旅客鉄道（JR西日本）・西日本ジェイアールバスの営業所である。

## 沿革
1947年に紀伊田辺と請川を結ぶ自動車路線として熊野線が開通されると同時に、省営バス紀伊田辺自動車区として開設されたのが始まりである。1949年に日本国有鉄道自動車局の組織に変更され、1950年には紀伊田辺自動車営業所と改められた。同年には請川から川湯温泉などの区間が延長された。
1959年7月15日、紀勢本線の全通により尾鷲自動車営業所が廃止になったことに伴い、同営業所の木本支所は本営業所の支所に変更となった。1961年には木本支所を移転の上新宮支所と改称している。
1960年代に入ると、国鉄自動車の基本方針に「長距離路線を運行することにより鉄道の補完を行なう」という方向性が示されたことに伴い、五条と新宮を直通する自動車路線の運行を計画した。この路線は国道168号と169号の改修にあわせて計画されたもので、改正鉄道敷設法の別表82に「奈良縣五條ヨリ和歌山縣新宮ニ至ル鐡道」という計画路線（五新線）があったことから、「鉄道線の先行」という使命も有していた。奈良交通・熊野交通との相互乗り入れにより1963年3月より五新線として運行を開始、国鉄バスは1往復を担当した。
しかし、1970年代に入ると国鉄バス全般の方策として長距離路線の整理が行なわれた。本営業所の所管路線も例外ではなく、1970年代後半には五新線のうち城戸と折立の間が廃止となった。これにより「鉄道線の先行」という使命は失われた。分割民営化後・バス部門分社化後も路線整理は進められ、五新線の折立と七色の間が廃止された。
その後、しばらくは熊野線と五新線の残存区間により、紀伊田辺から熊野本宮を経由して新宮に至る観光ルートを形成していたが、長く続かず、2002年4月までには五新線の全区間と熊野線の栗栖川以遠も廃止となり、新宮派出所（新宮支所から格下げ）は閉鎖となった。2009年9月30日限りで熊野線の紀伊田辺と栗栖川までの区間からも撤退することにより、営業所も閉鎖となった。
2010年11月現在の跡地については、事務所兼整備場を含めた建物は残っており、月極駐車場および白浜エクスプレス大阪号利用者専用駐車場として活用されている。

## 所在地
和歌山県田辺市湊736番地の1（2016年11月7日以降は住居表示変更により田辺市湊47番31号）

## 所管路線
栗栖川駅は自動車駅。
- 熊野線
  - 熊野本線
    - 紀伊田辺駅 - 紀伊新庄 - 田鶴口 - 鮎川新橋 - 滝尻 - 栗栖川駅 - 湯峰温泉 - 熊野本宮

  - 白浜線
    - 田鶴口 - 白浜湯崎温泉

  - 富里線
    - 鮎川新橋 - 打越 - 滝尻
- 五新線
  - 五条駅 - 城戸 - 阪本 - 上野地 - 風屋 - 湯泉地温泉 - 折立 - 七色 - 本宮大社前 - 熊野本宮 - 請川 - 新宮駅
  - 請川 - 川湯温泉 - 静川

栗栖川～熊野本宮大社間は龍神自動車へ移管された。最後まで残った紀伊田辺～栗栖川も2009年9月30日限りで廃止。翌10月1日からは明光バスが運行[1]。
- 白浜エクスプレス大阪号：明光バスと共同運行。当営業所持ちは8便と17便であった。
- 夜行高速バス　ルナメール号（京都・大阪 - 紀伊田辺・新宮）、現在は路線廃止。

## 所属車両

### 1995年4月1日時点

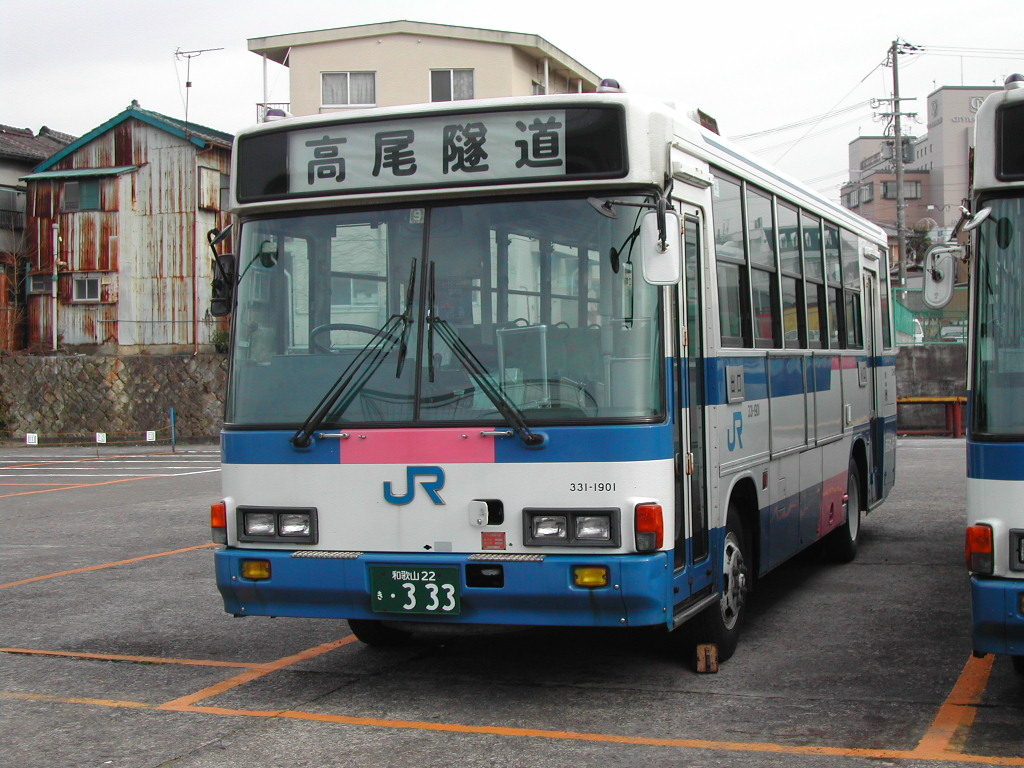
熊野本線　331-1901

いすゞ車と三菱車が中心であった。下記の台数は新宮支所も含む。
- 路線車
  - 331形（いすゞLR）…9台
  - 534形（三菱MP118M）…2台
国鉄時代の発注車で富士重工車体。
  - 541形（いすゞキュービック）…2台
2台とも貸切兼用のリクライニングシート装備車で、アイドリングスタート&ストップ機能も装備した。

- 貸切車
  - 641形（いすゞスーパークルーザーUFC）…6台
  - 641形（いすゞスーパークルーザーSHD）…2台
  - 644形（三菱エアロバス）…1台
貸切兼用の路線予備車
  - 644形（三菱エアロクィーンM）…1台
  - 647形（日野セレガGJ）…2台